# 河谷禎昌
河谷 禎昌（かわたに さだまさ、1935年1月17日 - ）は、日本の経営者、銀行家。北海道拓殖銀行最後の頭取を務めた。

## 経歴
兵庫県神戸市出身。祖父と兄は弁護士、父は裁判官の法曹一家に育つ。1957年に北海道大学法学部を卒業し、同年に北海道拓殖銀行に入行。
1986年7月に取締役、1989年4月に常務、1992年6月に専務、1993年6月に副頭取を経て、1994年6月に頭取に就任し、破綻する1997年11月までに務めた。破綻後、特別背任罪で実刑判決が確定し、2009年12月から1年7ヶ月服役した。

## 著書
- 『最後の頭取 北海道拓殖銀行破綻20年後の真実』ISBN 9784532030599。
ダイヤモンド社、2019年2月。日浦統（朝日新聞経済部記者ほか）構成。電子書籍も刊